# Aaigem
Aaigem är en ort i Belgien.   Den ligger i provinsen Östflandern och regionen Flandern, i den centrala delen av landet, 29 kilometer väster om huvudstaden Bryssel. Aaigem ligger 50 meter över havet och antalet invånare är 2 098.
Terrängen runt Aaigem är platt. Runt Aaigem är det tätbefolkat, med 427 invånare per kvadratkilometer.. Närmaste större samhälle är Aalst, 8,7 kilometer nordost om Aaigem. 
Omgivningarna runt Aaigem är en mosaik av jordbruksmark och naturlig växtlighet.